# 플러츠
플러츠(영어: The Flirts)는 바비 올랜도가 아티스트, 음악가, 작곡가로서 자신의 공연을 앞장서서 하기 위해 결성한 프로젝트 컨셉 그룹이다. 이 그룹은 올랜도 구성되었고 여성 세션 가수와 모델이 번갈아 가며 활동했다. 플러츠라는 이름으로 Orlando는 "Passion", "Danger", "Helpless" 및 "Jukebox (Don't Put Another Dime)"와 같은 히트곡을 쏟아냈다. 많은 소녀들이 그룹의 모델이었지만 안드레아 델 콘테, 레베카 설리반, 데브라 게이너, 트리시아 와이걸, 크리스티나 크리스티오네은 실제 보컬을 사용했다. 오늘날 이 그룹은 80년대 음악 페스티벌 및 주로 미국에서 열리는 다른 장소에서 공연하고 일부 해외에서 공연하는 비교적 안정적인 3인조로 구성되어 있다.